# Coucouron
Ne doit pas être confondu avec Cucuron.
Coucouron est une commune française située dans le département de l'Ardèche, en région Auvergne-Rhône-Alpes.
Ses habitants sont appelés les Coucouronnais.

## Géographie

### Localisation
Situé sur le plateau ardéchois à 1 165 mètres d'altitude, Coucouron se place aux confins de trois départements : Ardèche, Haute-Loire et Lozère, et également de deux régions : Occitanie et Auvergne-Rhône-Alpes.
Les hameaux de la commune sont : Montmoulard, Le moulin de blanc, Chabannes, Ville verte, Montplaisir, Roudigon, Montlaur ou Montlor (éponyme d'une grande famille féodale ; dont un château de ce nom à Mayres), Olpilleres, Espinassac, Le Bouchet, Fredmeysous, Mallevieille et Le Cher.

### Hydrographie
La rivière La Mejanne traverse la commune.

### Climat
Pour des articles plus généraux, voir Climat d'Auvergne-Rhône-Alpes et Climat de l'Ardèche.
En 2010, le climat de la commune est de type climat de montagne, selon une étude du CNRS s'appuyant sur une série de données couvrant la période 1971-2000. En 2020, Météo-France publie une typologie des climats de la France métropolitaine dans laquelle la commune est exposée à un climat de montagne ou de marges de montagne et est dans la région climatique Sud-est du Massif Central, caractérisée par une pluviométrie annuelle de 1 000 à 1 500 mm, minimale en été, maximale en automne.
Pour la période 1971-2000, la température annuelle moyenne est de 6,7 °C, avec une amplitude thermique annuelle de 15,8 °C. Le cumul annuel moyen de précipitations est de 1 000 mm, avec 9,7 jours de précipitations en janvier et 6,5 jours en juillet. Pour la période 1991-2020, la température moyenne annuelle observée sur la station météorologique de Météo-France la plus proche, « Issanlas_sapc », sur la commune d'Issanlas à 5 km à vol d'oiseau, est de 7,3 °C et le cumul annuel moyen de précipitations est de 1 017,1 mm,. Pour l'avenir, les paramètres climatiques de la commune estimés pour 2050 selon différents scénarios d'émission de gaz à effet de serre sont consultables sur un site dédié publié par Météo-France en novembre 2022.

## Urbanisme

### Typologie
Au 1er janvier 2024, Coucouron est catégorisée commune rurale à habitat dispersé, selon la nouvelle grille communale de densité à 7 niveaux définie par l'Insee en 2022.
Elle est située hors unité urbaine et hors attraction des villes,.

### Occupation des sols
L'occupation des sols de la commune, telle qu'elle ressort de la base de données européenne d’occupation biophysique des sols Corine Land Cover (CLC), est marquée par l'importance des territoires agricoles (52,5 % en 2018), en augmentation par rapport à 1990 (49,6 %). La répartition détaillée en 2018 est la suivante : 
prairies (30,9 %), forêts (28,4 %), zones agricoles hétérogènes (21,5 %), milieux à végétation arbustive et/ou herbacée (17,1 %), zones urbanisées (2,1 %).
L'évolution de l’occupation des sols de la commune et de ses infrastructures peut être observée sur les différentes représentations cartographiques du territoire : la carte de Cassini (XVIIIe siècle), la carte d'état-major (1820-1866) et les cartes ou photos aériennes de l'IGN pour la période actuelle (1950 à aujourd'hui).

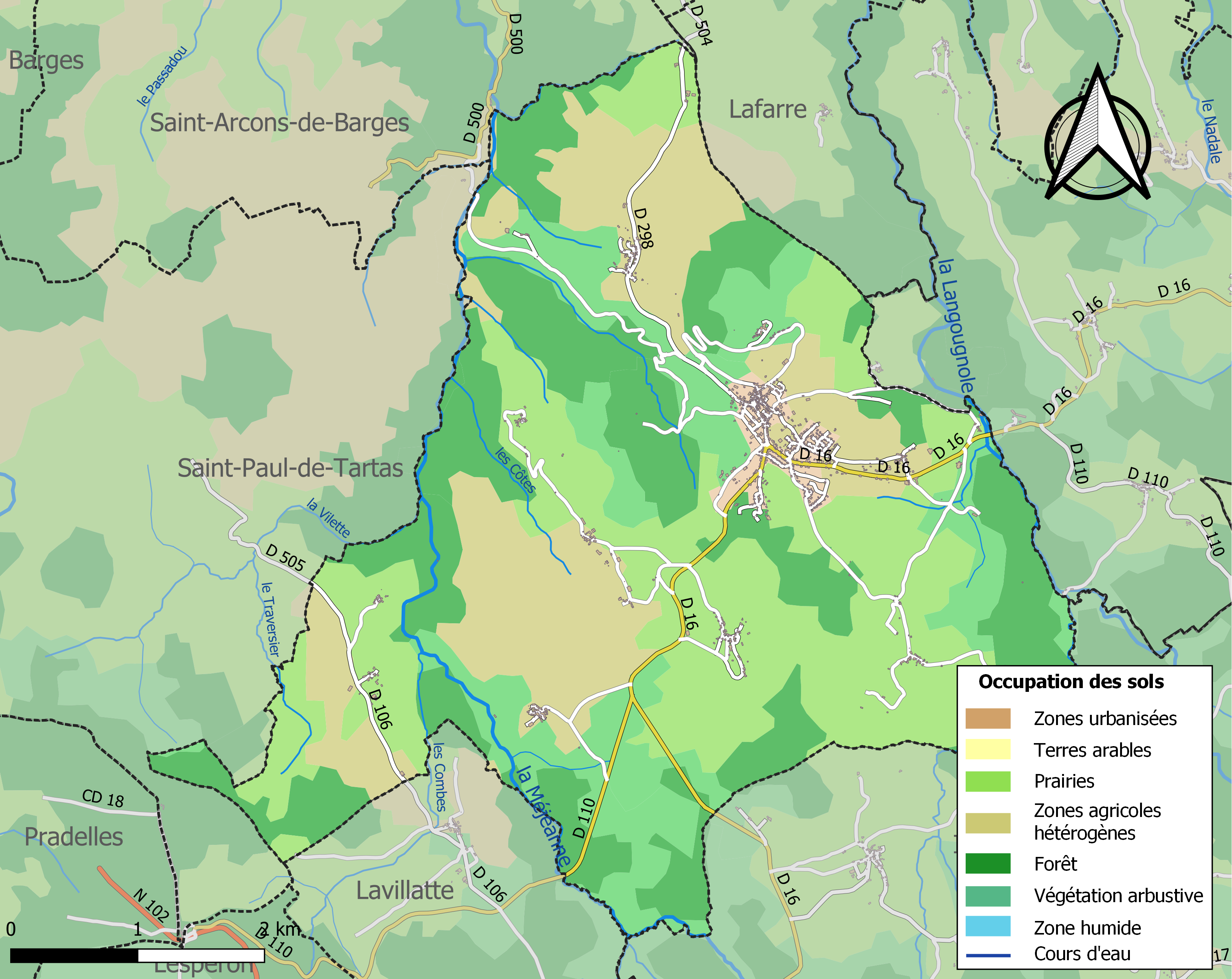
Carte des infrastructures et de l'occupation des sols de la commune en 2018 (CLC).

### Logement
Depuis 1990, la localité connaît une évolution importante, marquée par la stabilisation de la population municipale. Les nombreuses résidences secondaires sont, avec la baisse généralisée du temps de travail, de plus en plus occupées dans l’année.

## Toponymie
Le nom de Coucouron tient son origine de cuc (« pointu ») et de ron (« colline »).
La racine indo-européenne *kur- ou * kul- (u est prononcé ou) signifiant sommet, colline (le mot colline est un dérivé de cette racine) est redoublée pour exprimer qu' il s' agit d' une colline importante, ce qui aboutit a *kukur  ou *kukul, et elle est renforcée par le suffixe -on du latin -ONE qui a une valeur affective augmentative ou diminutive. On aboutit ainsi à Coucouron prononcé Coucourou en occitan local et non Coucouron. On trouve ailleurs de nombreux exemples de ce redoublement expressif : Coucoulude (rocher d' escalade de Loubaresse), Cocurès en Lozère , Concoules dans le Gard, le grand Cocor près de Val-d-Isère.
Il se peut aussi qu' on ait affaire à une association de deux racines au lieu d' un redoublement expressif. La première racine indo-européenne *kuk- signifiant : haut, gros, hauteur, grosseur, s' associant avec la racine *kur-/ *kul- évoquée précédemment. Le suffixe -on provenant du latin -ONE s' ajoutant à cette composition. La racine indo-européenne *kuk- / *keuk- est très largement représentée dans les langues indo-européennes. Elle aboutit par exemple à l' allemand hoch (haut), ou Hügel (colline) ; kaukas (Bosse) kaukaras (colline) en lituanien, pour n' en rester que là...
Le parler ardéchois de Coucouron a conservé le mot ron pour désigner une colline ou petite montagne. Exemple : ron de Montmoulard.
Ce mot qui désigne un rocher est bien prononcé ron et non pas rou comme pour Coucouron qui en occitan local se dit Coucourou. Ce « ron » correspond à la pronciation locale de l' occitan ranc (rocher) qui se retrouve dans l' occitan rancàs : gros rocher et dans les noms de famille Ranc.

## Histoire
Le village de Coucouron existe depuis plus de 700 ans. Peuplé à son apogée de 1 472 habitants, Coucouron en compte aujourd'hui 789 (en 2022).
En 1801, Mezeyrac est séparé de Coucouron, rattaché à Mazan pour former la commune de Mazan-et-Mezeyrac.
Sans ressources hydriques, le village est approvisionné par camion-citerne depuis juillet 2022 à hauteur de 60 000 litres d'eau par jour,.

## Politique et administration

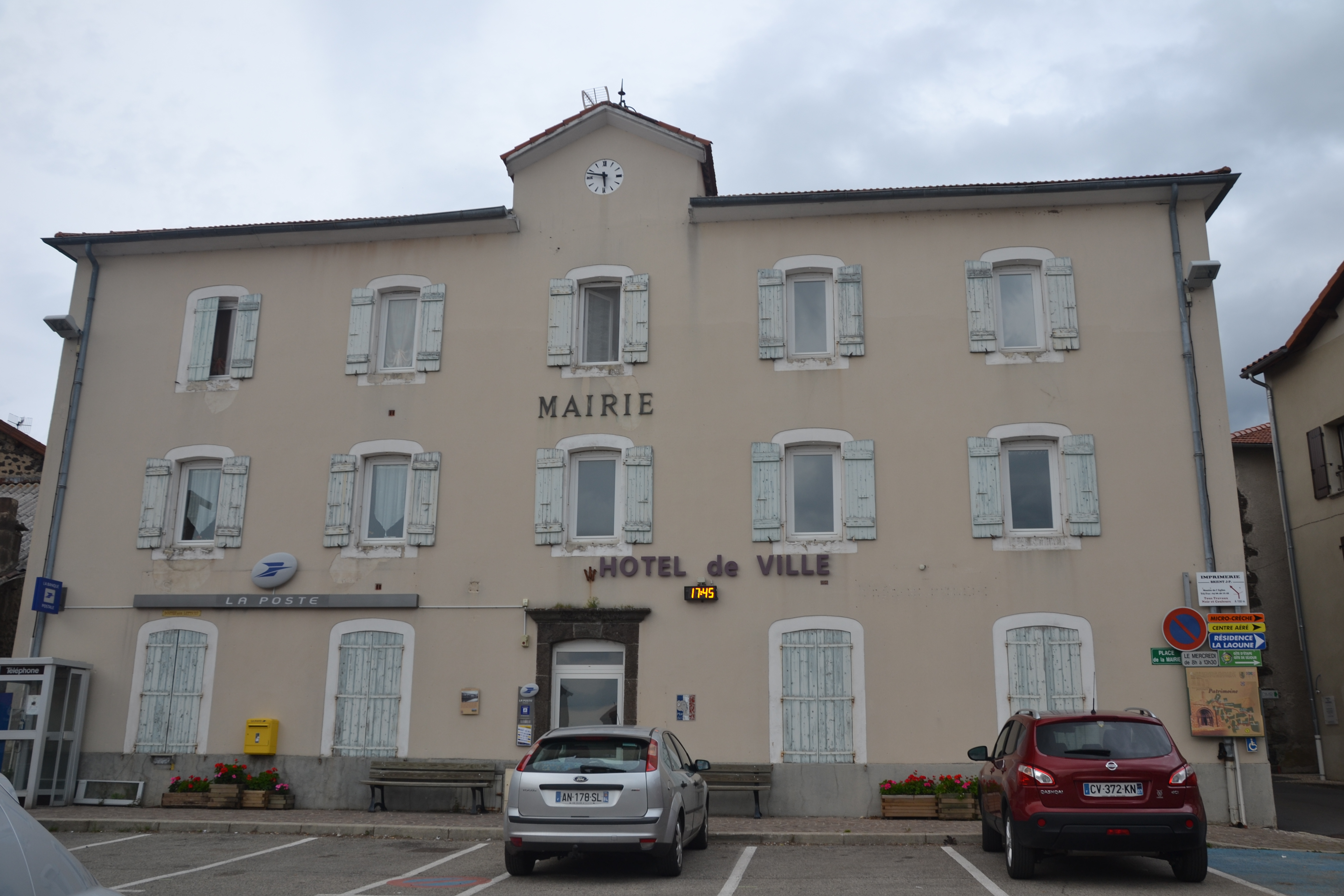
Mairie de Coucouron.

| Période                                  | Période                     | Identité        | Étiquette            | Qualité                                                                                              |
| ---------------------------------------- | --------------------------- | --------------- | -------------------- | --- |
| Les données manquantes sont à compléter. |                             |                 |                      | |
| mai 1945                                 | mars 1953                   | Léon Reynaud    | Conservateur         | Négociant                                                                                            |
| mars 1953                                | mars 1965                   | Gaston Cornut   | DVD                  | Notaire                                                                                              |
| mars 1965                                | juin 1995                   | Joseph Bonhomme | RI puis UDF          | Commerçant Conseiller général du canton de Coucouron (1970-1988)                                     |
| juin 1995                                | 4 novembre 2017 (démission) | Jacques Genest  | RPR puis UMP puis LR | Percepteur Conseiller général du canton de Coucouron (1988-2004 puis 2008-2015) Sénateur (2014-2020) |
| 4 novembre 2017                          | 28 mai 2020                 | Pascal Courtial | LR                   | Agriculteur                                                                                          |
| 28 mai 2020                              | En cours (au 6 août 2020)   | Jacques Genest  | LR                   | Percepteur en retraite                                                                               |

## Population et société

### Démographie
L'évolution du nombre d'habitants est connue à travers les recensements de la population effectués dans la commune depuis 1793. Pour les communes de moins de 10 000 habitants, une enquête de recensement portant sur toute la population est réalisée tous les cinq ans, les populations de référence des années intermédiaires étant quant à elles estimées par interpolation ou extrapolation. Pour la commune, le premier recensement exhaustif entrant dans le cadre du nouveau dispositif a été réalisé en 2006.

En 2022, la commune comptait 767 habitants, en évolution de −5,19 % par rapport à 2016 (Ardèche : +2,48 %, France hors Mayotte : +2,11 %).
| 1793 | 1800 | 1806  | 1821  | 1831  | 1836  | 1841  | 1846  | 1851  |
| ---- | ---- | ----- | ----- | ----- | ----- | ----- | ----- | ----- |
| 712  | 927  | 1 091 | 1 031 | 1 045 | 1 030 | 1 072 | 1 126 | 1 145 |

| 1856  | 1861  | 1866  | 1872  | 1876  | 1881  | 1886  | 1891  | 1896  |
| ----- | ----- | ----- | ----- | ----- | ----- | ----- | ----- | ----- |
| 1 144 | 1 195 | 1 235 | 1 236 | 1 304 | 1 318 | 1 271 | 1 305 | 1 472 |

| 1901  | 1906  | 1911  | 1921  | 1926  | 1931  | 1936 | 1946 | 1954 |
| ----- | ----- | ----- | ----- | ----- | ----- | ---- | ---- | ---- |
| 1 390 | 1 353 | 1 402 | 1 215 | 1 036 | 1 007 | 993  | 883  | 811  |

| 1962 | 1968 | 1975 | 1982 | 1990 | 1999 | 2006 | 2011 | 2016 |
| ---- | ---- | ---- | ---- | ---- | ---- | ---- | ---- | ---- |
| 808  | 751  | 710  | 671  | 705  | 713  | 815  | 848  | 809  |

| 2021 | 2022 | - | - | - | - | - | - | - |
| ---- | ---- | - | - | - | - | - | - | - |
| 775  | 767  | - | - | - | - | - | - | - |

### Manifestations culturelles et festivités
- La fête de la Maôche, le dernier samedi du mois d'octobre.
- Le festival du champignon.
- Raid blanc et la Coucouburle.
- Fête votive de trois jours lors du second week-end d'Août avec bals le vendredi, samedi et dimanche.
- Grand marché tous les mercredis d'été.

### Médias
- Ici Drôme Ardèche est la station de radio publique locale émettant sur le secteur de Privas et tout le département de l'Ardèche.

## Culture locale et patrimoine

### Lieux et monuments
L'église Saint-Martin, classée à l'inventaire des monuments historiques depuis le 23 octobre 1907 et la petite chapelle toute simple, de style roman, datant du XIe siècle, située en face, qu'on appelle la « Chapelette » ou encore « Notre-Dame-des-Pitiés », classée à l'inventaire des monuments historiques depuis 1939.

### Spécialités culinaires
- La maôche, panse de cochon farcie à la pomme de terre et aux choux, cuite très longtemps à l'eau ;
- le coucouron (fromage) fourme de lait de vache persillée de bleu. La laiterie de Coucouron le produit, ainsi que d'autres types de fromages.

### Personnalités liées à la commune
- Jean-Mathieu Chouvet (1732-1813), religieux et homme politique né à Coucouron, député du clergé aux états généraux de 1789.
- Delphin Enjolras (1865-1945) peintre de la Belle Époque, né à Coucouron.

### Héraldique
| Blason de Coucouron | Blason  | D’or au lion couronné de vair.                   |
| Blason de Coucouron | Détails | Le statut officiel du blason reste à déterminer. |